# فريدريك ألين
فريدريك ألين (بالإنجليزية: Frederick Allen)‏ هو سياسي أمريكي، ولد في 10 أغسطس 1914 في بورتلاند في الولايات المتحدة، وتوفي في 11 نوفمبر 2001 في غورهام في الولايات المتحدة. حزبياً، نشط في الحزب الجمهوري. وقد انتخب عضو مجلس نواب مين.